# Limésy
Limésy é uma comuna francesa na região administrativa da Normandia, no departamento de Sena Marítimo. Estende-se por uma área de 14,99 km². Em 2010 a comuna tinha 1 563 habitantes (densidade: 104,3 hab./km²).